# Царство (биологија)
У биологији, царство (лат. Regnum) је једна од таксономских категорија у хијерархијској класификацији организама. Термин (на лат. regnum naturæ) је у науку увео Карл Лине 1735. године у првом издању дела Systema Naturæ, и дуго времена царство је било највиша таксономска категорија. Од 1960-их у употреби су и категорије изнад нивоа царства (натцарство и домен/домена).
Царство се у традиционалним ботаничким класификацијама дели на разделе (divisio, мн. divisiones), док се у зоолошким класификацијама дели на кола или типове (phylum, мн. phyla). Употреба термина филум који значи и раздео и коло, честа је у савременој неформалној биолошкој терминологији и пракси. Међународни код ботаничке номенклатуре (Члан 3.1) дозвољава употребу термина phylum у ботаничкој хијерархији.
Неке недавне класификације засноване на модерној кладистици експлицитно су напустиле термин краљевство, уз напомену да нека традиционална краљевства нису монофилетска, што значи да се не састоје од свих потомака заједничког претка. Термини флора (за биљке), фауна (за животиње) и, у 21. веку, funga (за гљиве) се такође користе за живот присутан у одређеном региону или времену.

## Дефиниција и повезани термини
Када је Карл Лине у биологију увео рангирајући систем номенклатуре, 1735, највишем рангу је дат назив „царство”, испод којег су следила још четири главна или водећа ранга: разред, ред, род и врста. Касније су уведена још два главна ранга, царство је подељено на колена или дивизије, разреде, редове, породице, родове и врсте.
У 1960-им је, изнад царства, уведен ранг домен или империја, тако да царство више није највиши таксономски ранг.
Додавањем префикса као за потцарство или инфрацарство, издвајају се два ранга који су одмах испод царства. Суперцарство се може односити на еквивалент домена или империје или као независан ранг између царства и домена или поддомена. У неким системима класификације, додатни ранг је грана (латински: ramus), који је уметнут између потцарства и инфрацарства, као што суProtostomia и Deuterostomia (у класификацији по Кавалиер-Смиту.)

## Систем са два царства живих бића
Антички истраживачи су делили тада познате организме у две групе, у непокретне биљке и покретне животиње. Исцрпну класификацију животиња дао је Аристотел, а класификацију биљака његов ученик Теофраст. Ова подела је била у употреби током старог и средњег века, све до Карла Линеа.
Лине је у истраживања природе увео једноставна правила за класификовање, дао упутства намењена за природњаке (naturalista, historicus naturæ) како да класификују и извршио прву поделу природних ствари („corpora naturalia”) у три царства. Та царства била су царство стена (Regnum Lapideum), царство биљака (Regnum Vegetabile) и царство животиња (Regnum Animale). Прво царство обухватало је неживе класе [[минерал]а], камења и фосила, док су друга два обухватала класе живих организама. Природњаке је, на основу царства које истражују, Лине поделио на литологе, фитологе и зоологе.
|          |          |          |          |          |          | Живи организми |  |  |  |  |  |             |             |             |             |             |             |
|          |          |          |          |          |          |                |  |  |  |  |  |             |             |             |             |             |             |
|          |          |          |          |          |          |                |  |  |  |  |  |             |             |             |             |             |             |
| Биљке () | Биљке () | Биљке () | Биљке () | Биљке () | Биљке () |                |  |  |  |  |  | Животиње () | Животиње () | Животиње () | Животиње () | Животиње () | Животиње () |

## Систем са три царства живих организама
Услед све интензивнијег истраживања микроорганизама путем микроскопа, већ средином 19. века постало је јасно да је „постојећа дихотомија на биљно и животињско царство нејасних граница и старомодна“. Поједини научници (нпр. Ричард Овен) дали су препоруке да се ново царство за микроорганизме. Стога је Ернст Хекел, 1866. године, класификовао живе организме у три царства, где су ново царство чинили једноћелијски организми.
|               |               |               |               | Живи организми |               |  |  |              |              |              |              |              |              |  |  |             |             |             |             |             |             |  |  |  |  |  |  |  |  |  |  |  |  |
|               |               |               |               |                |               |  |  |              |              |              |              |              |              |  |  |             |             |             |             |             |             |  |  |  |  |  |  |  |  |  |  |  |  |
|               |               |               |               |                |               |  |  |              |              |              |              |              |              |  |  |             |             |             |             |             |             |  |  |  |  |  |  |  |  |  |  |  |  |
| једноћелијски | једноћелијски | једноћелијски | једноћелијски | једноћелијски  | једноћелијски |  |  | вишећелијски | вишећелијски | вишећелијски | вишећелијски | вишећелијски | вишећелијски |  |  |             |             |             |             |             |             |  |  |  |  |  |  |  |  |  |  |  |  |
| једноћелијски | једноћелијски | једноћелијски | једноћелијски | једноћелијски  | једноћелијски |  |  | вишећелијски | вишећелијски | вишећелијски | вишећелијски | вишећелијски | вишећелијски |  |  |             |             |             |             |             |             |  |  |  |  |  |  |  |  |  |  |  |  |
|               |               |               |               |                |               |  |  |              |              |              |              |              |              |  |  |             |             |             |             |             |             |  |  |  |  |  |  |  |  |  |  |  |  |
| Протисти ()   | Протисти ()   | Протисти ()   | Протисти ()   | Протисти ()    | Протисти ()   |  |  | Биљке ()     | Биљке ()     | Биљке ()     | Биљке ()     | Биљке ()     | Биљке ()     |  |  | Животиње () | Животиње () | Животиње () | Животиње () | Животиње () | Животиње () |  |  |  |  |  |  |  |  |  |  |  |  |

## Системи са више царстава
Развој цитологије на почетку 20. века донео је нова сазнања о грађи ћелије. Међу микроорганизмима истраживачи су јасно под микроскопом могли разликовати оне који имају оформљено једро (еукариоте) од оних који га немају (прокариоте). Копланд је 1938. године издвојио прокариотске групе, бактерије и модрозелене алге (данас зване модрозелене бактерије), у ново царство: Monera.
У другој половини 20. века ултраструктура ћелије је постајала све важнија у обличавању царстава и класификацији организама, тако да су створене категорије хијерархијски више у односу на царство: натцарство прокариота и натцарство еукариота. Паралелно, све више научника посматрало је гљиве одвојено од биљака, на основу другачијег начина исхране. Роберт Витекер је 1969. године предложио систем класификације живих организама на пет царстава, која су се уклопила у два цитолошки дефинисана натцарства. Систем пет царстава 2003. године прихваћен је у настави биологије у Србији, и налази се у уџбеницима.
|                       |                       |                       |                       | Живи организми        |                       |  |  |                      |                      |                      |                      |                      |                      |                   |                   |  |  |  |  |  |  |  |  |  |  |  |  |  |  |  |  |  |  |
|                       |                       |                       |                       |                       |                       |  |  |                      |                      |                      |                      |                      |                      |                   |                   |  |  |  |  |  |  |  |  |  |  |  |  |  |  |  |  |  |  |
|                       |                       |                       |                       |                       |                       |  |  |                      |                      |                      |                      |                      |                      |                   |                   |  |  |  |  |  |  |  |  |  |  |  |  |  |  |  |  |  |  |
| натцарство Prokaryota | натцарство Prokaryota | натцарство Prokaryota | натцарство Prokaryota | натцарство Prokaryota | натцарство Prokaryota |  |  | натцарство Eukaryota | натцарство Eukaryota | натцарство Eukaryota | натцарство Eukaryota | натцарство Eukaryota | натцарство Eukaryota |                   |                   |  |  |  |  |  |  |  |  |  |  |  |  |  |  |  |  |  |  |
| натцарство Prokaryota | натцарство Prokaryota | натцарство Prokaryota | натцарство Prokaryota | натцарство Prokaryota | натцарство Prokaryota |  |  | натцарство Eukaryota | натцарство Eukaryota | натцарство Eukaryota | натцарство Eukaryota | натцарство Eukaryota | натцарство Eukaryota |                   |                   |  |  |  |  |  |  |  |  |  |  |  |  |  |  |  |  |  |  |
| царство бактерија,    | царство бактерија,    | царство бактерија,    | царство бактерија,    | царство бактерија,    | царство бактерија,    |  |  |                      |                      | царство протиста,    | царство протиста,    | царство протиста,    | царство протиста,    | царство протиста, | царство протиста, |  |  |  |  |  |  |  |  |  |  |  |  |  |  |  |  |  |  |
| царство бактерија,    | царство бактерија,    | царство бактерија,    | царство бактерија,    | царство бактерија,    | царство бактерија,    |  |  |                      |                      | царство протиста,    | царство протиста,    | царство протиста,    | царство протиста,    | царство протиста, | царство протиста, |  |  |  |  |  |  |  |  |  |  |  |  |  |  |  |  |  |  |
|                       |                       |                       |                       |                       |                       |  |  |                      |                      | царство биљака, ()   |                      |                      |                      |                   |                   |  |  |  |  |  |  |  |  |  |  |  |  |  |  |  |  |  |  |
|                       |                       |                       |                       |                       |                       |  |  |                      |                      |                      |                      |                      |                      |                   |                   |  |  |  |  |  |  |  |  |  |  |  |  |  |  |  |  |  |  |
|                       |                       |                       |                       |                       |                       |  |  |                      |                      | царство гљива,       |                      |                      |                      |                   |                   |  |  |  |  |  |  |  |  |  |  |  |  |  |  |  |  |  |  |
|                       |                       |                       |                       |                       |                       |  |  |                      |                      |                      |                      |                      |                      |                   |                   |  |  |  |  |  |  |  |  |  |  |  |  |  |  |  |  |  |  |
|                       |                       |                       |                       |                       |                       |  |  |                      |                      | царство животиња,    |                      |                      |                      |                   |                   |  |  |  |  |  |  |  |  |  |  |  |  |  |  |  |  |  |  |
|                       |                       |                       |                       |                       |                       |  |  |                      |                      |                      |                      |                      |                      |                   |                   |  |  |  |  |  |  |  |  |  |  |  |  |  |  |  |  |  |  |

## Архее и домене
Почев од краја 70-их година 20. века, у молекуларногенетичким истраживањима наследних информација, а у првом реду гена за рибозомалне РНК, уочене су до тада скривене разлике међу прокариотским организмима. Ове разлике су биле веома велике, тако да су од царства бактерија издвојене „архебактерије“.
Карл Воуз, у то време један од најважнијих научника у истраживањима порекла еукариотских организама и реконструкције еволуције читавог живота, одлучио се на увођење нове таксономске категорије, домена или домене, на које је подељен читав живи свет. Установио је три домене, једну чине организми са еукариотском грађом ћелије (Eukarya), а две организми са прокариотском ћелијом (Bacteria и Archaea). Независно од општег плана грађе ћелије, архее су сличније и сродније еукариотским организмима него бактеријама.
Увођење разлика међу прокариотима на вишем нивоу (домена) натерало је систематичаре да некадашње царство Monera поделе на два (Eubacteria и Archaebacteria), од којих свако припада засебној домени.

## Савремене класификације
Научне тежње да се филогенетски односи пресликају у хијерархијској класификацији (филогенетска систематика, нарочито молекуларна систематика) довеле су до честих реаранжмана у класификационим схемама живих организама. Описи царстава су критички истраживани, њихове делиминације често мењане, а свака нова информација о финим разликама у структури гена, грађи ћелија, метаболизмима и сл. уграђивана је у систематику царстава. Од Линеовског концепта царства се није одустало, али се све чешће идеја о највишем рангу поистовећује са категоријама домене и натцарства.
У оквиру домена археа и бактерија, филогенетски односи се још увек расветљавају те су организми груписани у филуме (разделе), а царстава нема. У оквиру еукариотске домене, највише промена се десило услед детаљнијег истраживања једноћелијских организама (протиста). Раније „чудна групација оних организама које не можемо сврстати у животиње, биљке или гљиве“. Данас се протисти сматрају основом неколико различитих и великих еукариотских натцарстава. Научници Симпсон и Роџер залагали су се за монофилетско порекло натцарстава те су 2004. поделили еукариотску домену на 6 великих група, које најчешће изједначавамо са натцарствима: Opisthokonta, Amoebozoa, Arcaheplastida, Chromalveolata, Rhizaria и Excavata. Најновија генетичка истраживања указала су да су Rhizaria подгрупа у оквиру Chromalveolata, а очекује се још промена у класификацији еукариота и јасно дефинисање царстава.